# Debout Congolais
Debout Congolais är nationalsången för Kongo-Kinshasa. Den deklarerades 1960 i samband med självständigheten, men ersattes 1971 när landet blev Zaire av La Zaïroise. Den återtogs när Laurent Kabila kom till makten 1997. Texten är skriven av Joseph Lutumba och tonsatt av Simon-Pierre Boka di Mpasi Londi.

## Nationalsången
Text inom parentes skall sjungas av kör, resten solo.

### Fransk text
Kör 

Debout Congolais,

Unis par le sort,

Unis dans l'effort pour l'indépendance,

Dressons nos fronts longtemps courbés

Et pour de bon prenons le plus bel élan, dans la paix,

O peuple ardent, par le labeur, nous bâtirons un pays plus beau qu'avant, dans la paix.
Vers

Citoyens, entonnez l'hymne sacré de votre solidarité,

Fièrement, saluez l'emblème d'or de votre souveraineté, Congo.
Refräng

Don béni, (Congo) des aïeux (Congo),

O pays (Congo) bien aimé (Congo),

Nous peuplerons ton sol et nous assurerons ta grandeur.

(Trente juin) O doux soleil (trente juin) de trente juin,

(Jour sacré) Sois le témoin (jour sacré) de l'immortel serment de liberté 

Que nous léguons à notre postérité pour toujours.

### Svensk översättning
Kör 

Res er, Kongoleser,

Enade av ödet,

Enade i kampen för självständighet

Låt oss resa våra huvuden högt, som så länge varit bugade

Och nu, för alltid, låt oss gå framåt, i fred.

O skinande folk, genom hårt arbete

Skall vi bygga, i fred, ett land vackrare än förut

Vers

Landsmän, sjung den heliga hymnen av er solidaritet

Salutera stolt det gyllene emblemet av er suveränitet, Kongo.
Refräng

Välsignade gåva (Kongo) från våra förfäder (Kongo),

O (Kongo) älskade land (Kongo),

Vi skall bruka din jord och försäkra din storhet.

(30 juni) O kära sol (30 juni) den 30 juni,

(Helgad dag) Var vittne (helgad dag) till den odödliga frihetseden

Som vi skall ge våra barn för alltid.